# Historia dos judeus na África

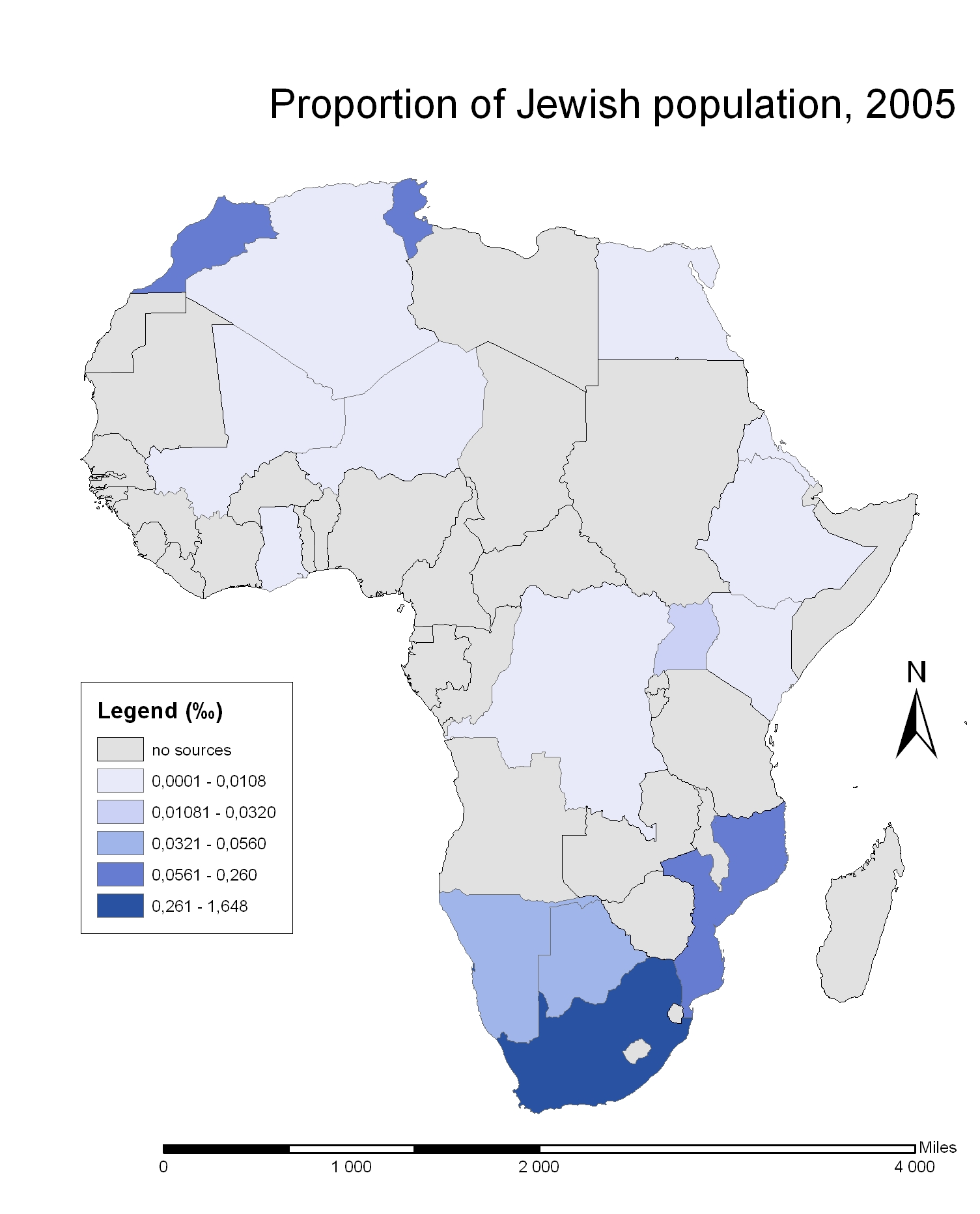
Proporção da população judia na África

A história dos judeus na África centra-se nas três principais comunidades judaicas do continente africano:
- Os judeus sefaradim e mizrahim que vivem principalmente na zona do Magreb (norte da África), entre eles Marrocos, Argélia, Líbia e Tunísia, bem como no Sudão e no Egito. Alguns se estabeleceram cedo na diáspora; outros, depois que a Inquisição os expulsou da Península Ibérica no final do século xv.
- Os judeus da África do Sul, que são em sua maioria descendentes de judeus asquenazim, imigrantes lituanos de antes e após o Holocausto.
- Os Beta Israel que vivem principalmente nas regiões de Amhara e Tigray na Etiópia.

## Comunidades antigas
As mais antigas das comunidades de judeus africanos são os judeus da Etiópia, os judeus sefaradim e os judeus mizrahim do norte da África e do Chifre da África.
No século XVII, lutaram contra os invasores árabes muçulmanos do norte da África entre as décadas de 680 e 690 junto à tribo jarawa. Com a derrota da resistência bérbere, nenhuma das comunidades judaicas viu-se obrigada, inicialmente, a converter-se ao islamismo.
Em 1975, as autoridades religiosas de Israel e o Governo reconheceram aos Beta Israel da Etiópia como legalmente judeus. Centenas de pessoas que queriam emigrar a Israel o conseguiram sob a liderança do premiê Menachem Begin. A imigração a Israel continuou sendo significativa ainda no século xxi. Begin obteve uma resolução oficial do grande rabino sefaradi de Israel (ou Rishon LeZion) Ovadia Yosef de que os Beta Israel eram descendentes das dez tribos perdidas. Os rabinos achavam que, provavelmente, eram descendentes da tribo de Dão.
Devido a certos aspectos das leis matrimoniais ortodoxas judaicass, o rabino Yosef opinou que, quando chegassem a Israel, os Beta Israel teriam que submeter-se a uma conversão pró-forma ao judaísmo. Tinham que declarar sua lealdade a uma forma de vida segundo a halachá e ao povo judeu, além de sua conformidade com as práticas seguidas pela ortodoxia judaica. Não se lhes exigiram os requisitos normais que a halachá impõe a potenciais conversos gentios, como um brit milá (circuncisão) ou a imersão numa mikvá.
Com o tempo, devido ao isolamento da comunidade da Europa e Oriente Médio, as práticas dos Beta Israel diferenciaram-se significativamente das de outras formas de judaísmo. Na Etiópia, a comunidade Beta Israel vivia em general isolada do Talmud, ainda que tinham sua própria lei oral. Em alguns casos, tinham práticas análogas às do judaísmo caraíta e, em outros, mais similares ao judaísmo rabínico.
Em muitos casos, a classe conhecida como kessim ou qessotch (a classe sacerdotal) interpretou a lei bíblica do Tanach de uma maneira similar a diferentes comunidades judaicas em outras partes do mundo. Nesse sentido, o Beta Israel teve uma tradição análoga à do Talmud, ainda que às vezes em desacordo com as práticas e ensinos de outras comunidades judias.
Uma diferença importante é que a Beta Israel carecia das festividades de Purim e Chanucá, provavelmente como se separaram do corpo principal do judaísmo antes que se começassem a celebrar estas festas não bíblicas . Hoje em dia, a maioria dos membros da comunidade Beta Israel que vivem em Israel celebram estes dias festivos.
São uma comunidade em transição. Alguns dos kessim aceitam a tradição rabínica/talmúdica praticada pelos judeus ortodoxos não etíopes. Muitas das gerações novas de etíopes-israelitas foram educados em yeshivás e receberam a classificação rabínica (semikha). Uma parte dos kessim tradicionalistas fazem questão de manter sua forma diferente e especial do judaísmo, como tinha sido praticada na Etiópia e Eritréia. Muitos dos jovens judeus da Etiópia que imigraram para Israel, ou lá nasceram, se assimilaram à forma dominante do judaísmo ortodoxo, ou ao estilo de vida secular.
A comunidade de Beit Avraham da Etiópia tem uns 50 000 membros e também reclama a herança judia. Vários estudiosos pensam que se desprenderam da comunidade Beta Israel há vários séculos, esconderam seus costumes judaicos e exteriormente adotaram o cristianismo ortodoxo etíope.
Os Beit Avraham têm estado tradicionalmente nas camadas inferiores da vida social de Etiópia. Têm trabalhado em oficios similares aos da Beta Israel, como o artesanato. Recentemente, a comunidade de Beit Avraham tratou de contatar a comunidade judaica mundial. Formaram a Organização Sionista Etíope Shewa do Norte numa tentativa de preservar sua identidade judaica. Este grupo identifica-se como o Falashmura. Como não têm provas fiáveis de sua ascendência judaica, as autoridades religiosas de Israel e outras comunidades judaicas religiosas os obrigam a completar uma conversão formal para serem reconhecidos como judeus. Os que o fazem são considerados conversos.

### Somália
Yibir é uma tribo que vive na Somália, leste da Etiópia, Djibouti e o norte do Quênia. Apesar de que foram muçulmanos durante séculos, afirmam que são descendentes de hebreus que chegaram ao Chifre da África muito antes dos nômadas somalis. Dizem que yibir significa 'hebreu' em seu idioma.

### Bilad el-Sudan
Hoje em dia pode-se encontrar os descendentes destes judeus nos países da África ocidental, como Serra Leoa, Libéria, Senegal, Gana, Nigéria e muitas outras áreas. De acordo com o Tarikh al-fattash do século xvii e o Tarikh al-Sudan, várias comunidades judaicas existiram como parte dos impérios de Gana, Mali e Songai. Uma destas comunidades foi formada por um grupo de judeus do Egito, que, supostamente, viajou pelo corredor do Sahel através do Chade em Mali. O manuscrito C do Tarikh al-fattash descreve uma comunidade chamada os Bani Israel em 1402, que vivia em Tindirma, possuía 333 poços e tinha sete príncipes e um exército.
Outra destas comunidades era a do governante Zuwa de Koukiya (localizada no rio Níger). Seu nome era conhecido só como Zuwa Alyaman, que significa 'Ele vem do Iêmen'. Segundo uma lenda local, Zuwa Alyaman era membro de uma das comunidades judaicas, transportado desde o Iêmen pelos abissinios no século vi, depois da derrota de Dhu Nuwas. Dizia-se que Zuwa Alyaman tinha viajado à África ocidental junto com seu irmão. Eles estabeleceram uma comunidade em Kukiya, nas margens do rio Níger, rio abaixo de Gao. Segundo o Tarikh al-Sudan, depois de Zuwa Alyaman houve 14 governantes Zuwa em Gao antes do surgimento do islã na segunda metade do século xi.
Outras fontes indicaram que outras comunidades judaicas na região se desenvolveram a partir de pessoas que emigraram desde Marrocos e Egito; outros mais tarde vieram de Portugal. Diz-se que algumas comunidades foram povoadas por alguns judeus bérberes, como um grupo tuareg conhecido como Dawsahak ou Iddao Ishaak ('filhos de Isaac'). Falam uma língua relacionada à songai, vivem no nordeste de Mali (na região de Ménaka) e antigamente eram os pastores dos nobres tuareg. Além disso, alguns emigraram à região do norte de África, longe da dominação muçulmana.

## Chegadas medievais

### Norte de África e o Magreb
A maior afluencia de judeus sobre África produziu-se após a Inquisição espanhola, após a queda de Granada e com o fim da Espanha islâmica. O éxodo em massa e a expulsão dos judeus ibéricos começaram em 1492; os judeus sicilianos foram afetados pouco depois. Muitos destes judeus sefaradis estabeleceram-se no norte de África sobo domínio muçulmano e otomano. Marrocos, Tunísia, Argélia e Egito converteram-se no lar de importantes comunidades judaicas. Estas comunidades mais tarde incorporaram-se ao sistema de tribunal otomano como judeus otomanos africanizados, obrigados pelas leis do Talmud e a Torá, mas com lealdade ao califado de Constantinopla.

### Mali
Muitos mouros e judeus no século xiv, fugindo da perseguição na península ibérica, emigraram para o sul até a zona de Tombuctú, naquele momento parte do Império songai. Entre eles estava a família Kehat (Ka'ti), descendente de Ismael Ene Kot Al-yahudi de Scheida (Marrocos). Os filhos desta prominente família fundaram três povos que ainda existem para perto de Tombuctú: Kirshamba, Haybomo e Kongougara. Em 1492 Askia Mahoma chegou ao poder na região de Tombuctú, previamente tolerante, e decretou que os judeus deviam converter-se ao islã ou ir embora. O judaísmo tornou-se ilegal em Mali e também na Coroa de Castela nesse mesmo ano. Como escreveu o historiador León o Africano em 1526:
O rei (Askia) é um inimigo declaradodos judeus. Ele não permitirá que nenhum viva na cidade. Se ouvir dizer que um comerciante bérbere os frequenta ou faz negócios com eles, ele confisca seus bens.
León o Africano
A família Kehat converteu-se com o resto da população não muçulmana. Os Cohen, descendentes do comerciante judeu islamizado marroquino El-Hadj Abd-al-Salam al Kuhin, chegaram à zona de Tombuctú no século xviii, e a família Abana, na primeira metade do xix. Segundo o professor Michel Abitbol, do Centro para a Investigação dos judeus marroquinos em Israel, no século xix o rabino Mordoche Aby Serour viajou a Tombuctú várias vezes como um comerciante de plumas de avestruz e marfim, sem muito sucesso. Ismael Diadié Haidara, um historiador de Tombuctú, encontrou textos hebreus antigos entre os registros históricos da cidade. Também pesquisou seu próprio passado e descobriu que ele é descendente dos comerciantes judeus marroquinos da família Abana. Entrevistando idosos nas aldeias de seus parentes, descobriu que se conservou o conhecimento da identidade judaica da família, em segredo, por medo à perseguição.

### São Tomé e Príncipe
O rei Manuel I de Portugal exilou cerca de 2000 meninos judeus a São Tomé e Príncipe ao redor do ano 1500. A maioria morreu, mas a princípios do século xvii «o bispo local assinalou com desgosto que ainda tinha observâncias judaicas na ilha e regressou a Portugal por causa de sua frustração com eles» [carece de fontes?]. Apesar de que as práticas judaicas desapareceram durante os séculos posteriores, há gente em São Tomé e Príncipe que são conscientes de sua ascendência parcial desta população. Do mesmo modo, uma série de étnicos portugueses judeus foram exilados a São Toméi após conversões forçadas ao catolicismo.

## Comunidades modernas

### Camarões
O rabino Yisrael Oriel, ex Bodol Ngimbus-Ngimbus, nasceu na tribo Ba-Saa. Ele é quem diz que historicamente tinha judeus na região. Também afirmou que a palavra Ba-Saa provém do hebreu 'numa viagem' e significa 'bênção'. O rabino diz ser um levita descendente de Moisés. Segundo informa-se, o rabino Oriel fez aliá em 1988 e foi ordenado como rabino pelo grande rabino sefaradi, e nomeado rabino dos judeus nigerianos.
O rabino Oriel afirmou que em 1920 tinha 400 000 israelitas em Camarões, mas em 1962 o número tinha diminuído para 167 000 devido às conversões ao cristianismo e ao islã. Segundo ele, estas tribos não tinham sido aceitados pela Halachá. Mas ele acha que pode provar seu status judeu de fontes rabínicas medievales.
O pai de Yaphet Kotto, um actor estadounidense, era um judeu de Camarões. Kotto identifica-se como judeu.
Bankon (Abaw, Abo, Bo, Bon) é uma tribo relacionada com grupos Basaa e Rombi, localizadas no norte da cidade de Duala, subdivisão Abo, uma comuna Bonalea, na região litoral de Camarões. A palavra Bankon significa 'filho do príncipe' em assirio, um dialeto aramaico. Em sua obra The Negro-African Languages ('As línguas negro-africanas'), o erudito francês Lilias Homburger concluiu que a linguagem Bankon é o Kum. A palavra Kum significa 'levanta-te' em hebreu; os assirios chamavam à casa de Israel pelo nome de Kumri.

### Gana
A comunidade da Casa de Israel de Sefwi Wiawso e Sefwi Sui na região ocidental de Gana afirmam que seus antepassados Sefwi são descendentes de judeus que emigraram ao sul através da Costa do Marfim. A prática do judaísmo nesta comunidade, no entanto, remonta-se só a princípios de 1970.

### Quênia
Uma pequena comunidade emergente tem-se formado no condado de Laikipia (Quênia), abandonando o cristianismo em troca do judaísmo. Estima-se que há 5000 deles na atualidade. Ainda que fossem num primeiro momento messiânicos, chegaram à conclusão de que suas crenças eram incompatíveis com o cristianismo e agora estão à espera de ser instruídos no judaísmo tradicional. Alguns dos meninos mais jovens desta comunidade têm sido enviados às escolas abayudaya em Uganda para ser instruídos no judaísmo e outros temas.

### Nigéria
Os judeus igbo de Nigéria encontram-se entre a etnia igbo. Certas comunidades nigerianas com práticas judaicas têm recebido ajuda de indivíduos israelitas e judeus americanos que trabalham na Nigéria com as organizações de extensão como Kulanu.
Não se conhece o número de igbos na Nigéria que se identificam como judeus. A comunidade tem 26 sinagogas de diferentes tamanhos. Estima-se que uns 30 000 igbos praticavam alguma forma de judaísmo em 2008.

### Uganda
Num movimento relativamente moderno, o abayudaya de Uganda converteu-se ao judaísmo em 1917, influenciado pelo estadounidense William Saunders Crowdy, que disse que os afroamericanos eram descendentes dos judeus.

### Zimbabue
Descobriu-se que os lemba, muitos dos quais praticam o cristianismo, mas que conservam alguns rituais e costumes que se consideram de origem judaica, têm traços genéticos comuns com outros grupos judeus, o que reforça suas afirmações de antiga ascendência judaica. Recentemente, o South African Medical Journal (SAMJ) realizou testes de DNA nos lemba e comparou a judeus asquenazim sul-africanos e lemba com o estendido Cohen Model Haplogroup (CMH). Ainda que nas 24 pessoas (10 lemba e 14 judeus asquenazim sul-africanos) identificaram o original Cohen Model Haplogroup, só um judeu da África do Sul continha o estendido CMH. No entanto, este estudo não apoia reclamos anteriores de sua herança genética judaica.

#### Comunidade judaico-europeia de Zimbabue
A comunidade judaica de Zimbabue era etnicamente européia, muitos de nacionalidade britânica, e estabelecidos com os primeiros colonos brancos na década de 1890. Em seu ponto máximo, a princípios de 1970, contavam com umas 7500 pessoas (80 % de ascendência asquenazi) e viveram principalmente nas duas comunidades de Salisbury e Bulawayo. Também existiram comunidades rurais menores durante períodos curtos em Que Que, Umtali e Gatooma. A comunidade reduziu-se em parte devido à idade, mas a maioria de judeus europeus de Zimbabue foram-se após a violência e os problemas sociais. Em 2007 a comunidade judaica branca tinha-se reduzido a 270 indivíduos. A comunidade tinha fortes vínculos com Israel. Em 2003, o Bulawayo Shul (sinagoga) foi incendiado num ato de violência antissemita.

## Comunidades modernas de ascendência europeia
- África do Sul tem uma comunidade judaica importante de 75 555 pessoas. Representavam 0,2 % da população em 2014, e reduziram-se com respeito a 2001, quando representavam 0,3 % da população da África do Sul.[3][4] São sobretudo asquenazim. Eles e seus antepassados migraram em sua maioria da Lituânia antes da Segunda Guerra Mundial. Alguns também migraram da Grã-Bretanha, Alemanha e Europa oriental. Em menor medida, judeus sefaradim, procedentes principalmente da ilha de Rodes, também se estabeleceram na África subsaariana, em territórios como o Congo Belga. Posteriormente, os membros destas comunidades judaicas migraram à África do Sul.
- Pequenas comunidades judaicas européias desenvolveram-se historicamente durante os anos coloniais na Namíbia (ex África do Sudoeste), Zimbabue (ex Rodésia do Sul), Lesoto (ex Basutolândia), Suazilândia, Botsuana (ex Bechuanalândia), Congo Belga (ex Zaire, em sua maioria sefaradim), Quênia, Malaui (ex Nyasalândia) e Zâmbia (ex Rodésia do Norte). As comunidades, em geral assentadas nas capitais destes países, estabeleceram sinagogas e em geral escolas formais judaicas.
- Havia uma comunidade judaica em Maputo (Moçambique), mas após a independência do país, a maioria emigrou. O Governo devolveu oficialmente a sinagoga Maputo à comunidade judaica, mas «pouca ou nenhuma comunidade judia restou para reclamá-la».[carece de fontes?]

### Geral
- Blady, Ken: Jewish Communities in Exotic Places, Jerusalém, Jason Aronson.
- Bruder, Édith: Black Jews of Africa, Oxford 2008.
- Kurinsky, Samuel: Jews In Africa: Ancient Black African Relations, Fact Paper 19-II.
- Dierk Lange: "Origin of the Yoruba and the "Lost Tribes of Israel",  Anthropos, 106, 2011, 579–595.
- Primak, Karen: Jews in Places You Never Thought of, Ktav Publishing, ISBN 0-88125-608-0.
- Rosenthal, Monroe and Isaac Mozeson: Wars of the Jews: A Military History from Biblical to Modern Times, New York, Hipporcrene Books, 1990.
- Williams, Joseph J.: Hebrewisms of West Africa: From Nile to Niger With the Jews, Ney York, The Dial Press, 1931.
- History of the Zimbabwe Jewish Community

### África Norte
- Jews in Africa: Part 1 The Berbers and the Jews, por Sam Timinsky (Hebrew History Federation)
- Tarikh é Soudan, Paris, 1900, by Abderrahman ben-Abdall é-Sadi (trad. Ou. Houdas)
- The Jews of Timbuktu, Washington Jewish Week, 30 December 1999, by Rick Gold
- Lhes Juifs à Tombouctou, or Jews of Timbuktu, Recueil de sources écrites relatives au commerce juif à Tombouctou au XIXe siècle, Editions Donniya, Bamako, 1999 by Professor Ismael Diadie Haidara

### Nigéria
- Remy Ilona: Igbos, Jews in Africa?, (v. 1), Mega Press Limited, Abuja, Nigéria, 2004.
- Charles K. Meek: Northern Tribes of Nigéria, Volume 1, Oxford, p. 66.
- Kannan K. Nair: Origins and Development of Efik Settlements in Southeastern Nigéria.  1Ohio University, Center for International, 1975.
- Eze Okafor-Ogbaji: Jews of Nigéria: The Aro Empire,

### Cabo Verde e Costa da Guiné
- Richard Lobban: Jews in Cape Verde and on the Guiné Coast, art. apresentado na Universidade de Massachusetts-Dartmouth, 11 de fevereiro de 1996.

### Etiópia
- Stigma "Gojjam": The Abyssinian Pariah Orits, Guihon Books, University of Geneva, 1993, by Muse Tegegne